# Kaiser-Franz-Josef-Museum

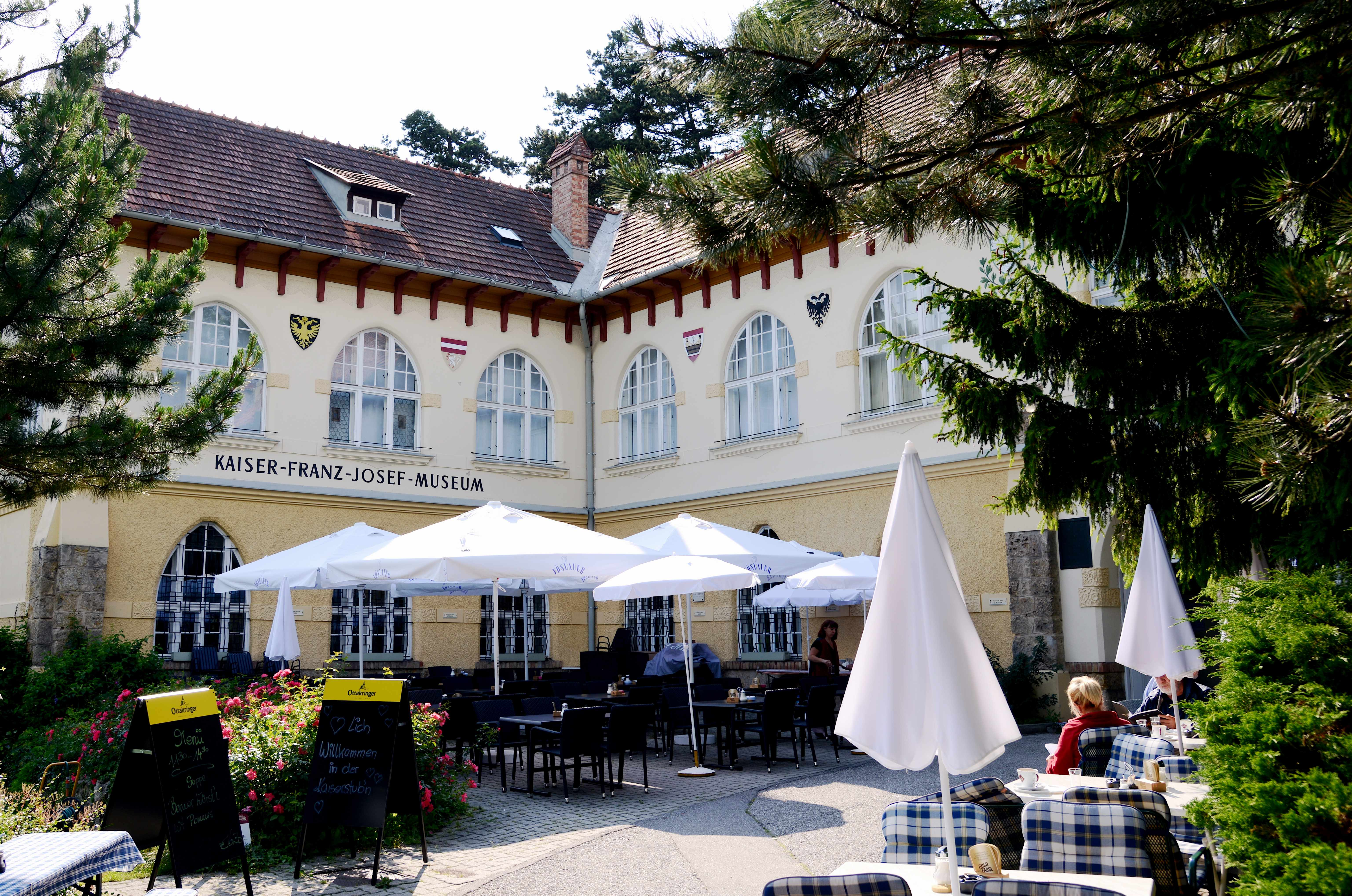
Das Kaiser-Franz-Josef-Museum in Baden bei Wien, 2013

Das Kaiser-Franz-Josef-Museum ist ein Museum am Rande des Wienerwaldes in Baden bei Wien in Niederösterreich. Die historischen Sammlungen des Museums bestehen vorwiegend aus volkskundlichen Objekten und Handwerkserzeugnissen sowie Objekten der Alltagskultur, die zum Großteil in Niederösterreich entstanden sind. Zudem gibt es eine ansehnliche historische Essbestecksammlung, eine Sammlung religiöser Volkskunst, eine Sammlung historischer Waffen und Uniformen sowie eine kleine Sammlung von Objekten vorindustrieller Strafjustiz.

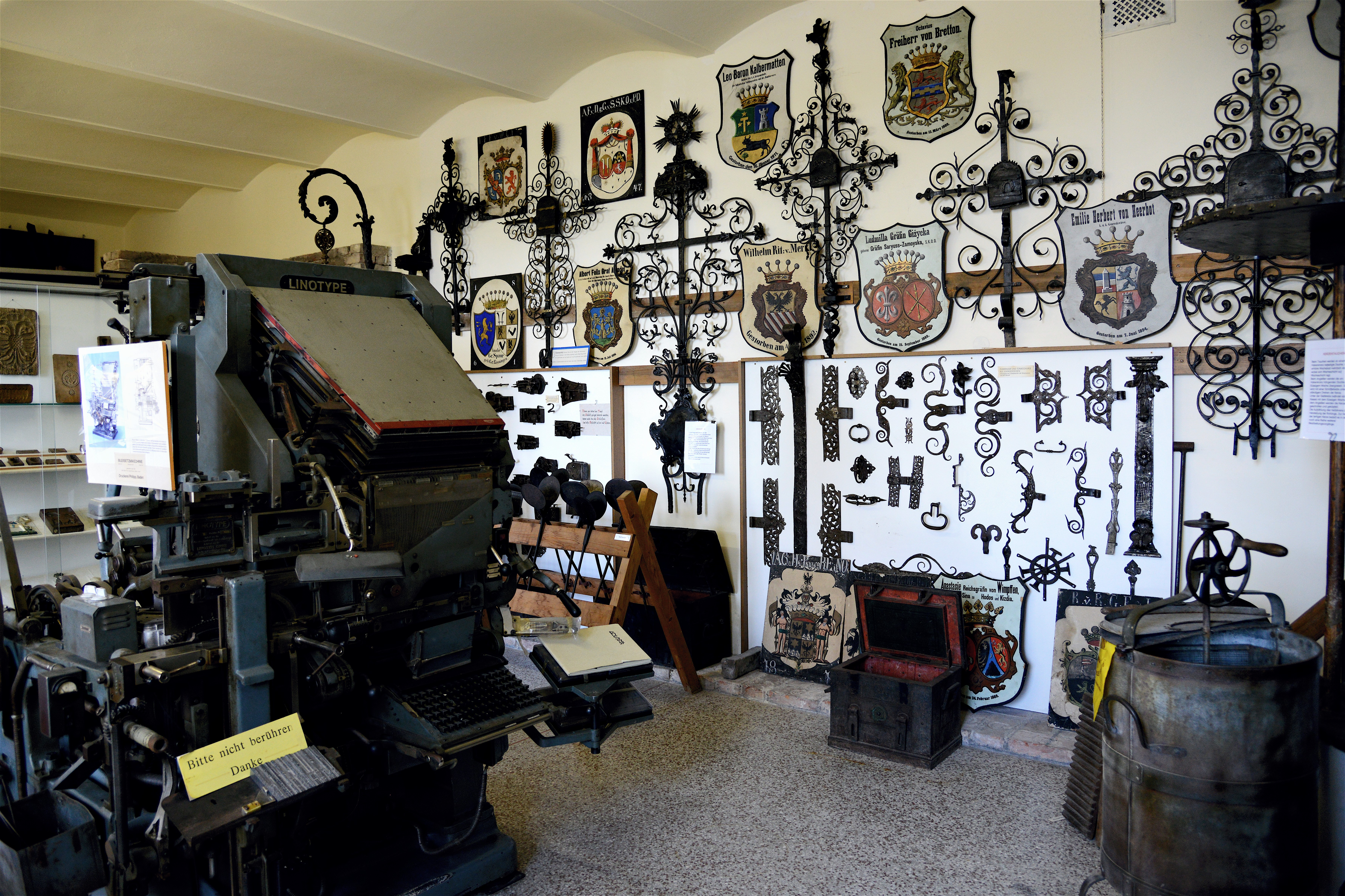
Der Zeno-Gögl-Saal im Kaiser-Franz-Josef-Museum, 2013

Das Kaiser-Franz-Josef-Museum, noch ohne Zubau, vor 1909

Das Kaiser-Franz-Josef-Museum, mit Zubau, um 1910

Erzherzog Rainer verlässt nach 5/4-stündigem Aufenthalt das Museum,
20. Oktober 1909

Der Dr.-Wilhelm-Ritter-von-Hartel-Saal im Kaiser-Franz-Josef-Museum, um 1910

Der Johann-Schiestl-Saal im Kaiser-Franz-Josef-Museum, um 1910

Erste Aufstellung der Sammlungen des Vereins der „Niederösterreichischen Landesfreunde“ im Souterrainlokal des Gymnasiums in der Badener Biondekgasse, um 1900

## Vorgeschichte, Vereinsgründung
Am 19. Dezember 1893 wurde in Baden von den Heimatforschern Carl Calliano (1857–1934), Gustav Calliano (1853–1930), Anton Schiestl (1873–1933) und Johann Wagenhofer (1870–1922) der Verein „Niederösterreichische Landesfreunde“ gegründet. Die Tätigkeit des Vereins erstreckte sich breit angelegt auf die Erforschung der Geschichte des Landes Niederösterreich. Vor allem wurde durch die Vereinspublikation „Der Niederösterreichische Landesfreund“ die Geschichte des Landes in allgemein verständlicher Weise breiteren Schichten der Bevölkerung zugänglich gemacht. Die Gründung des Vereins erfolgte in der Ära des Historismus; zu jener Zeit waren vergleichsweise breite Bevölkerungskreise für die Historie euphorisiert.
Der Verein „Niederösterreichische Landesfreunde“ erwarb sich auch Verdienste durch seine Grabungen in der Umgebung Badens. Unter der Fachbezeichnung Badener Kultur erlangten die bei diesen Grabungen geborgenen prähistorischen Funde wissenschaftliche Bedeutung.
Nachdem die Sammlungen des Vereins immer umfänglicher geworden waren, begab sich die Vereinsleitung auf die Suche nach einem geeigneten Gebäude zu deren Unterbringung. Schließlich wurden die Sammlungen, welche zahlreiche prähistorische und römische Objekte umfassten, im Souterrain des neu erbauten Gymnasiums in der Badener Biondekgasse aufgestellt. Am 4. November 1900 wurde der Ausstellungsraum öffentlich zugänglich gemacht.

## Geschichte, Sammlungen
Da sich das Kellerlokal im Gymnasium Biondekgasse bald als unzureichend erwies, zumal wesentliche Teile der Sammlungen nicht sachgerecht untergebracht werden konnten, entstand der Plan, für die Sammlungen des Vereins ein eigenes Gebäude zu errichten. Carl Calliano überließ dem Verein für Zwecke des Museumsneubaus am Badener Mitterberg kostenlos den Baugrund, weitere Vereinsmitglieder stellten sich mit Fördergeldern ein. Eine besondere Rolle kam bei der Museumsgründung dem in Dornau ansässigen Gutsbesitzer und Landtagsabgeordneten von Niederösterreich Zeno Gögl (1853–1932) zu, der durch seine politischen Beziehungen vom Unterrichtsministerium eine Summe von 4000 Kronen erwirken konnte. Zudem steuerte der im Jahr 1901 dem Verein beigetretene Zeno Gögl aus eigener Tasche weitere 4000 Kronen bei. Die Pläne für das Museumsgebäude stammen von den Architekten Karl Reiner und Karl Badstieber.
Am 8. September 1905 wurde das „Museum der Niederösterreichischen Landesfreunde in Baden“ eröffnet. Die Besitzer der Objekte übereigneten dem Museum einen Großteil ihrer Sammlungen. In dem einstöckigen Gebäude waren drei Säle untergebracht, die nach Persönlichkeiten benannt wurden, die sich im Zuge der Errichtung des Museums besonders verdient gemacht hatten. Der nach dem Hauptwohltäter benannte „Zeno-Gögl-Saal“ im Erdgeschoß enthielt eine reiche Sammlung von prähistorischen und römischen Funden. In dem nach dem damaligen Unterrichtsminister Wilhelm August Ritter von Hartel (1839–1907) benannten „Dr.-Wilhelm-Ritter-von-Hartel-Saal“ im ersten Stockwerk fanden sich vorwiegend volkskundliche Objekte. Der dritte Saal im ersten Stockwerk erhielt nach dem Badener Patronatskommissär und Hausbesitzer Johann Schiestl (1838–1904), dem Vater von Anton Schiestl, der dem Museum seine Badensia-Sammlung gestiftet hatte, den Namen „Johann-Schiestl-Saal“. Er enthielt Erzeugnisse der Badener Gewerbetreibenden sowie eine reiche Münzen- und Hausgerätesammlung. Die Bevölkerung von Baden stellte sich nach Eröffnung des Museums mit vielfältigen Sachzuwendungen ein, sodass die volkskundliche Abteilung innerhalb von zwei Jahren um das Dreifache anwuchs.
Das 60-jährige Regierungsjubiläum Kaiser Franz Josephs I. im Jahr 1908 war der Anlass, dem Monarchen das Museum zu widmen. Im Zuge dessen wurde der Beschluss gefasst, dem bestehenden Museum einen neu erbauten „Kaiser-Jubiläums-Saal“ hinzuzufügen. Des Weiteren wurde beschlossen, darin mit entsprechenden Exponaten die Regierungszeit Kaiser Franz Josephs I. sowie die Entwicklung des Kurortes Baden von 1848 bis 1908 zu dokumentieren. Am 27. September 1908 wurde der „Kaiser-Jubiläums-Saal“ feierlich eröffnet. Im Jahr darauf kam noch ein weiterer (fünfter) Ausstellungs-Saal hinzu.
Am 20. Oktober 1909 erschien der Kurator der kaiserlichen Akademie der Wissenschaften, Erzherzog Rainer, hoch zu Ross beim Museum und besichtigte die Sammlungen. Am 25. Oktober 1909 erfolgte schließlich aufgrund einer kaiserlichen Ermächtigung die Verleihung des Namens „Kaiser-Franz-Josef-Museum“.
Im September 1916 bewarb der Museums-Gründerverein „Niederösterreichische Landesfreunde“ die Errichtung eines Zubaus als Ehren- und Ruhmeshalle, als Ortsheiligtum, das immerwährend an die schweren Zeiten der Jahre 1914 bis 1916 erinnern solle.
Die Sammlungen wurden in weiterer Folge noch weiter vermehrt. Im Jahr 1939 überließ der Badener Oberleutnant der Reserve Julius Schopf dem Museum seine rund 2000 Objekte umfassende Militaria-Sammlung, darunter der Marschall-Rock Kaiser Franz Josephs I. vom Jahr 1902 sowie die Galauniform des Generalobersten Erzherzog Joseph Ferdinand.
Nachdem das Museum den Zweiten Weltkrieg unbeschadet überstanden hatte, erlitt es unmittelbar nach dem Krieg schwere Verwüstungen. Die Einrichtung des Museums wurde zerschlagen und ein erheblicher Teil der Musealgegenstände zerstört, beschädigt oder gestohlen. Sowjetische Besatzungssoldaten zerstörten mutwillig vor allem Teile der Militaria-Sammlung.
Nach der Besatzungszeit blieb das Museum längere Zeit geschlossen. Die verbliebenen Objekte der prähistorischen und römischen Sammlungen wurden nun dem Badener Rollettmuseum überlassen. Am 6. September 1965 wurde das nunmehr größtenteils mit volkskundlichen Objekten und Handwerkserzeugnissen ausgestattete Haus unter der Bezeichnung „Kaiser-Franz-Josef-Museum für Handwerk und Volkskunst“ wiedereröffnet. Die Reste der „Wolfgang-Schopf-Waffen-und-Uniformsammlung“ wurden im Erdgeschoß in einem separaten Raum platziert. Ein Saal im ersten Stockwerk wurde als Sakralsaal eingerichtet. Im Jahr 1987 kam durch Schenkung eine Essbestecksammlung aus der Barock- und Biedermeierzeit hinzu.
Im Gefolge des 100-Jahr-Jubiläums im Jahr 2005, aus dessen Anlass eine Festschrift erschien, wurde das Museum wieder auf „Kaiser-Franz-Josef-Museum“ rückbenannt. Im Jahr 2008 wurde im ersten Stockwerk ein neuer „Kaisersaal“ den ehemaligen Mitgliedern der kaiserlichen Familie mit Beziehungen zur Kurstadt Baden im 19. und 20. Jahrhundert gewidmet. Im Juni 2012 wurden als weitere Neuerungen der Gewerbe-Saal (Dr.-Wilhelm-Ritter-von-Hartel-Saal) und der Sakral-Saal umgestaltet.

## Sonderausstellungen
- 1987: „Marienwallfahrt in Österreich einst und jetzt“ (mit Katalog)
- 1990: „Baden naiv“ – Hinterglasmalereien der Badener Künstlerin Ingrid Urschitz
- 1990: „Maler aus Passion“, Ausstellung Walter Kovar
- 1993: „Das österreichische Zündholz“, Sonderausstellung anlässlich des Jubiläums „100 Jahre Niederösterreichische Landesfreunde in Baden“
- 1993: Impressionen aus Griechenland, Ausstellung des aus Athen stammenden Malers Tassos Yannopoulos
- 1994: „Bissige Karikaturen – ausgezeichnete Porträts“, Ausstellung des Gerichtsmediziners und Autodidakten Johann Missliwetz
- 1995: Seidenmalereien, Ausstellung von Elfriede Mach
- 1996: „Farblandschaften“, Ausstellung von Edwin Nemetz und Ferdinand Sabary
- 1999: „Die Geschichte des Tabaks“
- nach 1999: „Franz Josef und der Tabak“

## Weitere Aktivitäten
Seit den 1990er Jahren werden im Bereich des Kaiser-Franz-Josef-Museums Adventmärkte abgehalten. Zudem gab es im Museum immer wieder Lesungen und Konzerte. Am 12. Juli 1991 wurde ein vor dem Museum aufgestelltes Szekler-Tor der Stadt Baden übergeben. Die Schenkung seitens der im Szeklerland gelegenen Stadt Székely-Udvarhely erfolgte zum Dank für das Badener „Hilfsprogramm für Rumänien“. Bis 2004 wurde von einer Gruppe von Studenten der Universität Wien ein genaues Inventarverzeichnis der Objekte angelegt. Das Inventar wird seither laufend aktuell gehalten. Das Museum nimmt jährlich an der Langen Nacht der Museen teil.